# Karmeliták
A karmelita rend vagy Kármel-hegyi Miasszonyunk Rendje (latinul Ordo fratrum Beatæ Virginis Mariæ de monte Carmelo) a 12. században alapított katolikus szerzetesrend. Az 1185 után elhunyt keresztes lovag Kalábriai Bertold vezetésével alapították a Kármel-hegyen, amely a mai Izrael északi részén helyezkedik el. A rend a hegyről kapta a nevét. Berthold utódja, Brocard a jeruzsálemi patriárkától, Alberttől szabályokat nyert a kolostor számára, amelyeket III. Honoriusz pápa erősített meg 1226-ban. A szerzetesek sokat szenvedtek a szaracénok támadásától, ezért előbb Ciprus szigetére, majd onnan Európába költöztek át. Ekkor enyhébb szabályokat vettek fel, s mindinkább eltávolodtak az eredeti szigorú reguláktól.

## Karizmája
A rend karizmája, vagyis spirituális irányultsága a szemlélődő imádság. A szemlélődő rend napirendjében a múló időt az imádság, zsoltárok imádkozása, szemlélődés, a Szentírás tanulmányozása, olvasása teszi ki. A rend Szűz Mária különleges védelme alatt áll, ezért a Mária-kultusz a renden belül erős. Mint a legtöbb középkori eredetű rend esetében, a karmelitáknál is a férfiág az Első Rend (ők aktívak, illetve szemlélődők), a Második Rend a női ág (ők szemlélődők és kolostorokban élnek), a Harmadik Rend pedig a karmeliták körüli világiaké, akik házasodhatnak, de a liturgikus imagyakorlatokon és intézményeken keresztül kapcsolódnak a karmelitákhoz. Vannak egyéb ágak is, mint az aktív karmelita nővéreké.
Libanonban élnek a bizánci rítusú karmeliták, akik rácsokon keresztül érintkeznek a külvilággal.

## Eredete
A karmelita hagyomány a Kármel-hegy remetéiig vezeti vissza a rend eredetét, akik az ókori Izrael prófétáinak örökségét folytatták, bár nincsenek biztosra vehető feljegyzések arról, hogy a 12. század kilencedik évtizede előtt szerzetesek éltek volna a hegyen. Ekkor az Illés prófétát követő férfiak gyűltek össze a hegyen, akik vagy zarándokokként, vagy a keresztesekkel érkeztek Illés forrásához a Kármel-hegyen, amely a próféta lakhelye volt. A zarándokok folyama szinte azonnal megindult a hegyre és 1206 és 1214 között az itt élő szerzetesek rendi szabályzatot kaptak Jeruzsálemi Albert pápai legátustól és pátriárkától.
Szent Albert Karmelita Szabályzata egy bizonyos priorhoz (korábbi, első, elöljáró) szól, akit csak „B.” néven említ. A későbbiekben őt „Szent Bertold” néven emlegették és életéről részleteket is elbeszéltek, vagy a belső hagyomány alapján, vagy a középkori kolduló rendek előképet követelő nyomására.
A szabályzat 16 cikkelyből állt, amelyek szigorú engedelmességet követeltek meg a prior irányában, magáncellákban való lakást, állandó imádkozást, mindennapos részvételt a misén a közösségben, vállalt szegénységet és munkát, vállalt csöndet a vecsernye és a másnap reggeli tercia imájáig, a húsevéstől való tartózkodást (kivéve betegség esetét) és a böjtölést a Szent Kereszt felmagasztalása ünnepétől (szeptember közepe) a következő év húsvétjáig.

## Történetük

### Korai történetük
Szent Albert rendje 1226-ban kapott működéséhez pápai hozzájárulást, III. Honoriusztól. Miután egyre mélyültek a Nyugat és Kelet közti ellentétek, a karmeliták jobbnak látták, ha elhagyják eredeti otthonukat, és 1238-ban Ciprus szigetén, illetve Szicíliában telepedtek le.
A rend folytatta a terjeszkedést és nyugatabbra húzódást. 1240-ben már jelen voltak az angliai Kentben lévő Aylesfordban is, négy évvel később pedig Dél-Franciaországban is megjelentek. 1245-re számuk olyan nagyra nőtt, hogy megtartották első általános káptalanjukat. Aylesfordban Simon Stockot, az akkor 80 éves szerzetest választották meg a rend generálisának. A hagyomány szerint ő vette át a Szűz Máriától a barna skapulárét. A katolikus egyház a szentek közé sorolta. Húszéves vezetése alatt a rend erősödött, különösen miután 1259-ben IX. Lajos francia király Párizs mellett kolostort alapított a számukra.

### A rendi reformok kora
A 14. és 15. században a karmeliták, mint sok más kolostorokhoz kötődő rend, hanyatlásnak indultak és a reformok elkerülhetetlenné váltak. 1433 előtt Rennes-i Thomas Conecte hatására három kolostort – Wallis/Valais-ban, Toszkánában és Mantovában ért el a reform. Mantovában kongregációt alapítottak , amelyet IV. Jenő pápa a rendtől függetlennek nyilvánított. Jenő pápa 1431-ben és 1432-ben a karmeliták szabályzatában is módosításokat hagyott jóvá. 1459-ben II. Piusz pápa a generális belátására bízta a böjtök szabályozását. Az akkori generális, John Soreth, aki 1452-ben a karmelita nővérek rendjét alapította, a korai aszketikus életmódot próbálta visszaállítani, de ezt nem tudta keresztülvinni, mert 1471-ben Nantes-ban megmérgezték és meghalt.

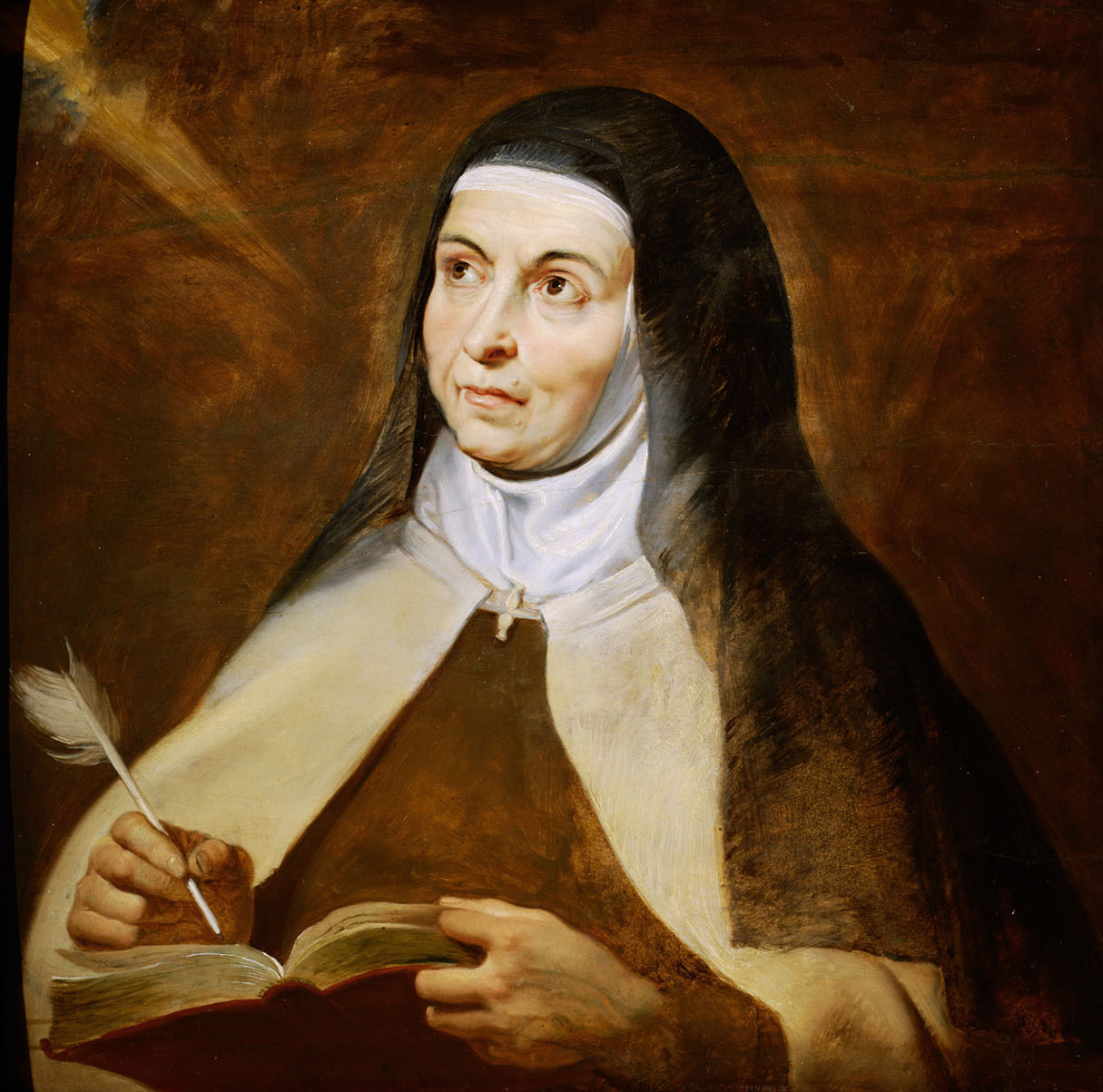
Ávilai Szent Teréz, Peter Paul Rubens festménye (Ulm, 1615)

1476-ban IV. Szixtusz pápa egy bullában megalapította a karmeliták Harmadik Rendjét, amely 1635-ben kapott speciális szabályzatot (ezt 1678-ban módosították). A 16. században több rövidéletű reform történt, de mélyreható változás csak a század második felében történt, amikor Ávilai Szent Teréz és Keresztes Szent János megalapították a Sarutlan Karmelita Rendet.
A protestantizmus térnyerésétől való félelem addig nem ismert mértékű aszkétizmusra és odaadásra vezette a rendet. 1593-ra a sarutlan karmelitáknak már saját generálisuk volt és 1600-ra olyan nagyszámúvá váltak, hogy két – spanyol és olasz (vagy St. Elise) – kongregációra oszlottak. A Spanyolországon kívüli területek az olasz kongregációhoz tartoztak. Így egyidőben már négy karmelita generális volt: az observantinusoknak nevezett eredeti rendé, a mantovai független kongregációé és a sarutlan karmeliták két kongregációjáé.

### Viták más rendekkel
A 17. század közepén a karmeliták virágkorukat élték. Éppen ebben az időszakban történt azonban, hogy vitákba keveredtek más rendekkel, elsősorban a jezsuitákkal. A támadások középpontjában a karmeliták eredethagyománya, illetve skapuláréjuk volt. A Jean Launoy képviselte Sorbonne a vitákban a jezsuiták oldalára állt.
Papebroch, az Acta Sanctorum bollandista szerkesztőjének támadására a karmelita Sebastian olyan hévvel válaszolt, hogy egy időre a bollandisták puszta léte is veszélybe került. 1696-ban Juan Tomás de Rocaberti, Valencia érseke, főinkvizítor rendeletet adott ki, amelyben megtiltotta a karmeliták és a jezsuiták közötti további civakodást. Két évvel később 1698. november 20-án maga XII. Ince pápa zárta le végleg az ügyet, amikor a kiközösítés terhe mellett megtiltotta a két rend közti vitát, a rendelkezést sértő műveket pedig indexre tették.

### Modern történetük

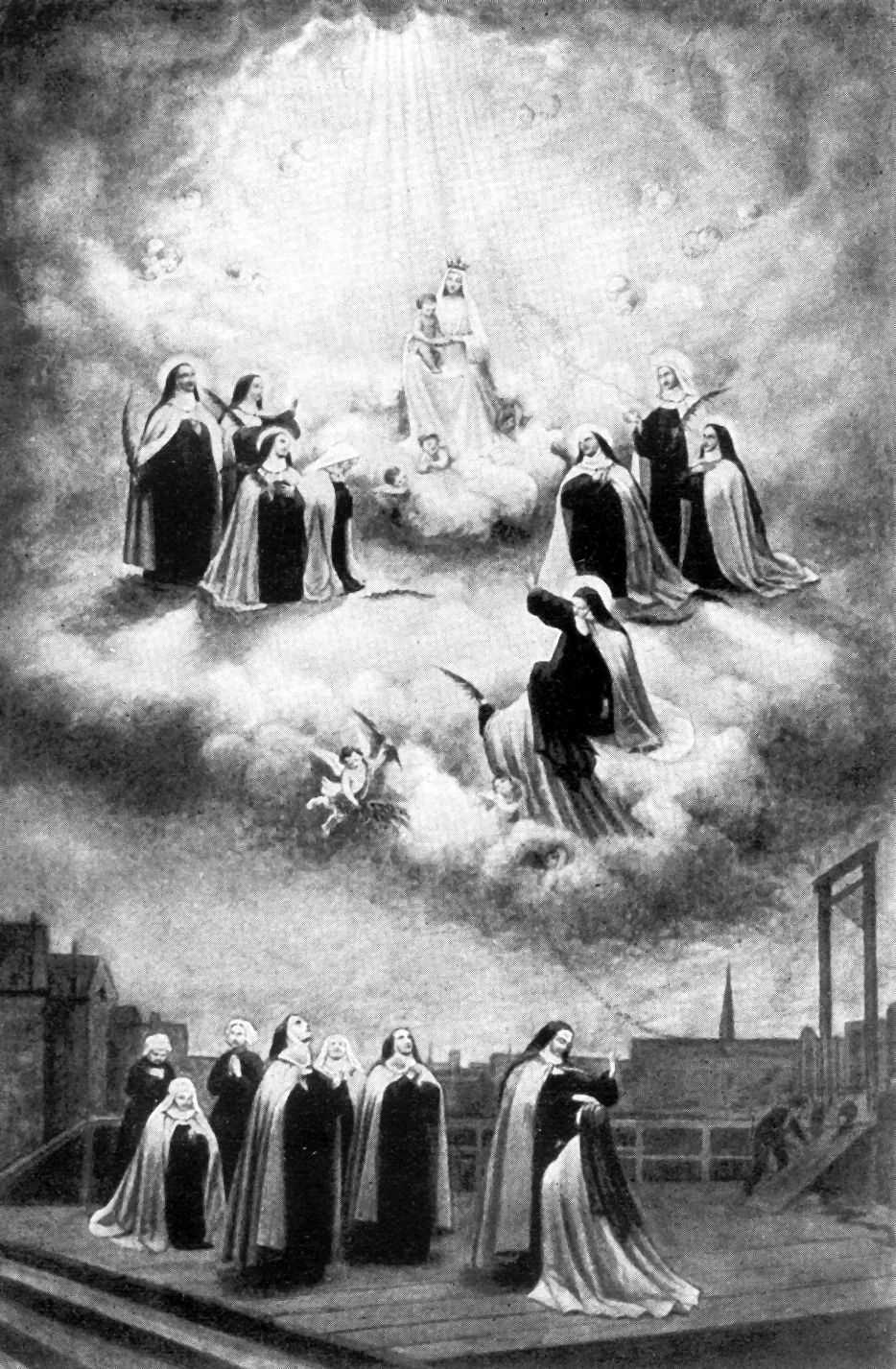
1794. július 17-én estek áldozatául a jakobinus terrornak a compiègne-i karmelita apácák

A compiègne-i karmelita mártírok énekelve sétáltak a guillotine alá. A francia forradalom, a Német-római Birodalom szekularizációja és a vallásos rendek elleni intézkedések az olasz egyesülést követően nagy csapásokat jelentettek a karmeliták számára. A 19. század utolsó évtizedeire már csak 200 karmelita szerzetes maradt. A 20. század elején azonban az új vezetés és a politikai beavatkozások enyhülése a rend újjászületését hozták. A megmaradt rendtartományok újraalapították a megszűnteket, erősítették a rend teológiai felkészültséglét, különösen a párizsi Szent Albert Főiskola megalapításával.
2001-re a Kármel mintegy 2100 szerzetest számlált 25 tartományban, 700 szerzetes nővért 70 kolostorban és 13 kongregációt és intézetet.

### A karmeliták Magyarországon

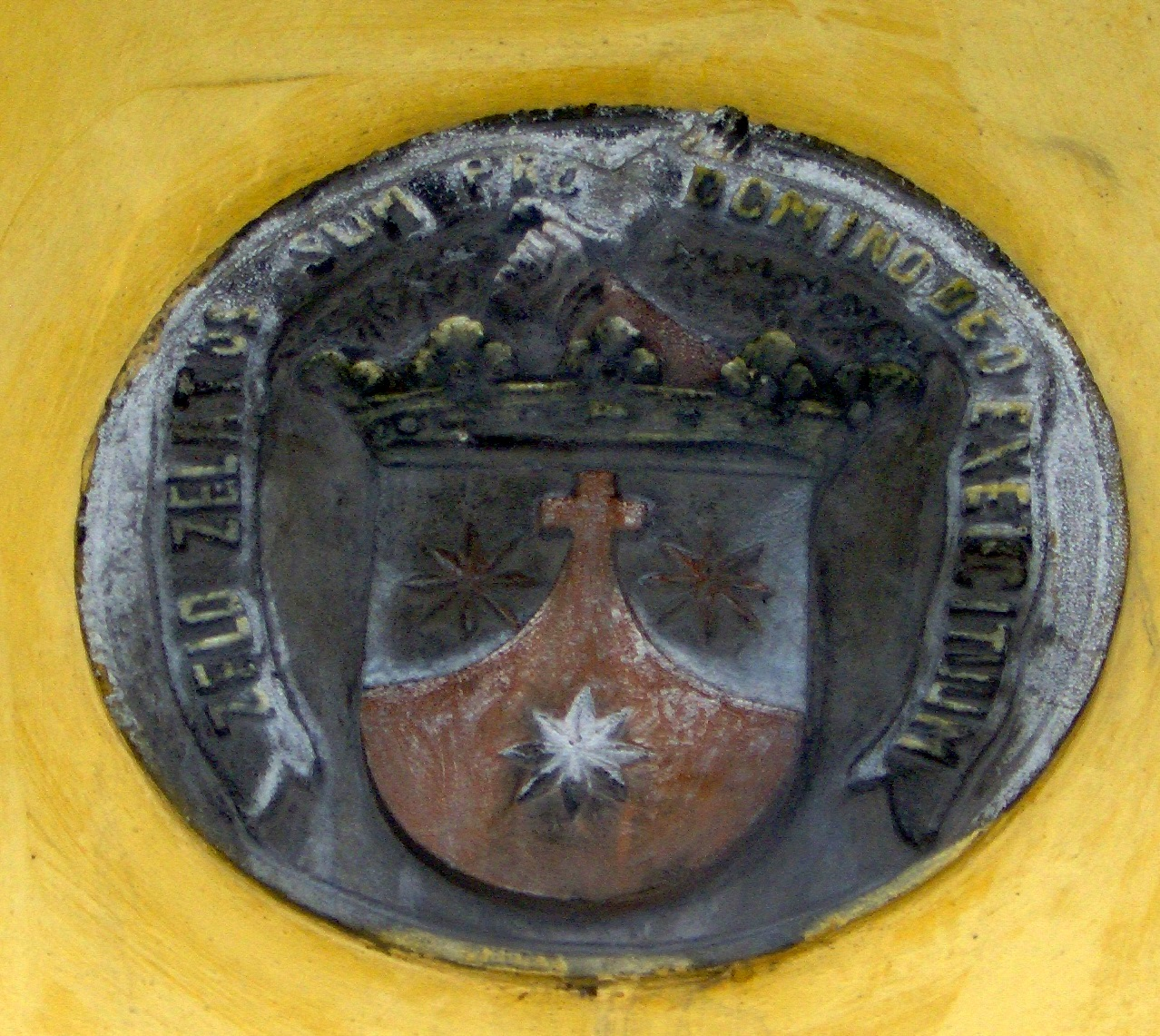
Címerük a jelmondattal: Zelo zelatus sum pro Domino Deo exercituum (Buzgón buzgólkodtam az Úrért, a seregek Istenéért)

Nagy Lajos király édesanyjának gyóntatói karmeliták voltak. A rendet a király telepítette le Magyarországon. Budán az egykor Taschentalnak nevezett részen, a mai Kapás-Csapláros-Erőd utcák által határolt területen, Benda Judit régész talált rá a megmaradt falakra. A Három Mária, vagy más néven Irgalmasság anyja tiszteletére szentelt rendház alapítását 1372. július 28-án kelt levelében rendelte el XI. Gergely pápa.
A budai kolostoron kívül a középkorban csupán három másik kolostoruk volt: Eperjesen (1388 táján alapították a Szentháromság tiszteletére), Pécsett (1372-ben alapította Vilmos püspök Szent László tiszteletére, de a kolostor csak 1436-tól volt lakható) és Privigyén (a husziták elől menekülő szerzetesek 1426-ban kapták meg az addigra elhagyott bencés apátság épületeit).
1697-ben Szelepcsényi György esztergomi érsek támogatásával sarutlan karmelita atyák telepedtek le Győrött, templomukat a rendbeli laikus testvér, Witwer Márton tervei alapján 1716-25 között építtették.

1769-re felépítették székesfehérvári templomukat, melynek freskóit a híres osztrák mester, Franz Anton Maulbertsch készítette.
Budán a ferencesek Szent János templomának romjaira a török időkben mecsetet építettek, amely Buda 1686-os ostromakor dőlt romba. A telket 1693-ban adták át a Karmelitáknak, akik templomuk alapkövét 1725-ben rakták le, amelynek építése 1736-ra fejeződött be, de csupán 1763-ban került sor a felszentelésére. II. József azonban 1784-ben a rendet feloszlatta. 1786-os budai látogatásának alkalmával személyesen intézkedett arról, hogy színházat alakítsanak ki a karmelita templomból az 1784-ben Budára telepített központi kormányhivatalok tisztviselői karának szórakoztatására. A Karmeliták templomának átalakításához Kempelen Farkas készítette a terveket.
Fiumei úti sírkertben az 1857-ben épült temetőkápolnába, a bajorországi Straubingból  négy karmelita szerzetest rendeltek, hogy a halottakat végtisztességben részesítsék. Scitovszky János bíboros hercegprímás, hogy a városnak ne okozzon terheket, 20 ezer forintnyi alapítványt létesített ellátásukra.  A lakosok idegenkedtek a külföldi, német akcentusú szerzetesek szertartásától, ellenük több panasszal éltek. A hercegprímás a terület köztemetővé minősítésével egyidőben a papok további, temetői szolgálatát 1861-ben beszüntette.
A Magyar Sarutlan Karmelita Rend szerzetesei 1942-ben telepedtek le Miskolcon, egy ideiglenes épületben és a Karmelita kápolnában működtek. A felavatást és litániát Pálvölgyi Ignác rendtartományi főnök végezte.  1949-es feloszlatást követően a szerzetesrendi élet 1991-ben indult újra (addig csak a plébánia működött).